# Pyrrhosoma elisabethae
Espèce
Statut de conservation UICN

 CR A4c; B2ab(ii,iii) : 
En danger critique
Pyrrhosoma elisabethae est une espèce d'insectes odonates du sous-ordre des demoiselles, de la famille des Coenagrionidae appelée en français la Nymphe de Grèce.
Cette espèce est considérée comme en danger critique par l'UICN en raison d'un déclin continu et de la fragmentation de sa zone d'occupation. Son habitat, extrêmement limité, est essentiellement situé sur les rives des cours d'eau du Péloponnèse et de Corfou. Cette espèce était anciennement considérée comme une sous-espèce de Pyrrhosoma nymphula.